# Le Lapin pré-histérique
Pour plus de détails, voir Fiche technique et Distribution.
Le Lapin pré-histérique (titre original : Pre-Hysterical Hare) est un court métrage d'animation américain de la série Looney Tunes mettant en scène Bugs Bunny et Elmer Fudd, réalisé par Robert McKimson, sorti en 1958.

## Fiche technique
- Dates de sortie :
  -  États-Unis :  1er novembre 1958